# Tutto quello che vuoi
Pour plus de détails, voir Fiche technique et Distribution.
Tutto quello che vuoi (littéralement, Tout ce que tu veux) est un film italien réalisé par Francesco Bruni, sorti en 2017.
Il est présenté au Bari International Film Festival en 2017.
Il remporte l'Amilcar du jury des exploitants au Festival du film italien de Villerupt 2017,.

## Fiche technique
- Titre français : Tutto quello che vuoi
- Réalisation : Francesco Bruni
- Scénario : Francesco Bruni
- Photographie : Arnaldo Catinari
- Montage : Cecilia Zanuso et Mirko Platania
- Musique : Carlo Virzì
- Décors : Giovanna Cirianni
- Producteur : Beppe Caschetto
- Société de production : IBC Movie, Rai Cinema, Pupkin Production
- Société de distribution : 01 Distribution (Italie), Kairos Filmverleih (Allemagne)
- Pays d'origine :  Italie
- Langue : Italien
- Format : Couleur — 35 mm — 2,39:1 — Son : DTS Dolby Digital
- Genre : Comédie dramatique
- Durée : 106 minutes (1 h 46)
- Dates de sortie :
  -  Italie : 23 avril 2017 (Bari International Film Festival) / 11 mai 2017 (sortie nationale)
  -  Japon :	29 avril 2017 (Festival du cinéma italien de Tokyo)

## Distribution
- Andrea Carpenzano : Alessandro
- Giuliano Montaldo : Giorgio
- Arturo Bruni : Riccardo
- Vittorio Emanuele Propizio : Tommi (as Propizio Emanuele)
- Donatella Finocchiaro : Claudia
- Antonio Gerardi : Stefano
- Raffaella Lebboroni : Laura
- Andrea Lehotska : Regina
- Riccardo Vitiello : Leo
- Carolina Pavone : Zoe

## Distinctions
- Amilcar du jury des exploitants au Festival du film italien de Villerupt 2017.
- David di Donatello 2018 : Meilleur acteur dans un second rôle pour Giuliano Montaldo